# 용소야
《용소야》(龍少爺, Dragon Lord)는 홍콩에서 제작된 성룡 감독의 1982년 코미디, 액션 영화이다. 성룡 등이 주연으로 출연하였고 추문회 등이 제작에 참여하였다.

## 출연

### 주연
- 성룡

### 조연
- 진혜민
- 정강업
- 태보
- 화성
- 마김곡
- 장충
- 풍봉
- 허바이광
- 당염찬
- 천첸보
- 오가양
- 설리
- 전풍
- 황인식
- 풍극안
- 주윤견
- 권영문

## 기타
- 출품인: 추문회
- 프로듀서: 추문회
- 무술감독: 성룡
- 무술감독: 풍극안
- 무술감독: 원규

## 한국어 더빙 성우진(KBS, 1998년 10월 3일)
- 김일 - 아룡 (성룡)
- 김영민 - 아근 (태보)
- 박상일 - 아룡 아버지
- 임은정 - 쉬리 (설리)
- 이근욱
- 김새영
- 김창주
- 최병상
- 한호웅
- 장호비